# Andrzej Samson
Andrzej Samson (ur. 11 sierpnia 1947 w Smugach, zm. 8 marca 2009 w Częstochowie) – polski psycholog, psychoterapeuta zajmujący się terapią rodzin i dzieci, jeden z pionierów polskiej psychoterapii.

## Życiorys
W 1970 r. ukończył studia magisterskie na Wydziale Psychologii Uniwersytetu Warszawskiego. 
Uczestniczył wtedy w działaniach Młodzieżowego Ośrodka Leczenia Nerwic (MOLN), przekształconego w Ośrodek Terapii Rodzin (OTR) „Synapsis”, 
które miały na celu upowszechnienie psychokorekcyjnych metod
terapii pacjentów z różnymi rodzajami zaburzeń oraz wieloaspektowego modelu psychiatrii rodzinnej i środowiskowej.
W tym czasie był związany zawodowo m.in. z Kazimierzem Jankowskim, psychiatrą propagującym psychiatrię humanistyczną.
W latach 1970 był psychoterapeutą na letnich obozach dla studentów z zaburzeniami nerwicowymi prowadzonych przez psychiatrę Joannę Flatau i organizowanych przez Poradnię Zdrowia Psychicznego dla studentów w Warszawie. Prowadził wtedy psychoterapię grupową, elementy psychodramy, trening uwrażliwiający, maratony psychoterapeutyczne, techniki werbalne i pozawerbalne, oraz psychoterapię indywidualną.
Dwukrotnie pojawił się gościnnie przed kamerą w roli aktora: w 1976 r. wystąpił w 15. odcinku serialu Czterdziestolatek – w roli gościa na przyjęciu u Powroźnych, natomiast w 1998 r. w filmie Prawdziwa historia zagrał psychiatrę. Wystąpił również w filmie dokumentalnym Marcela Łozińskiego Jak żyć (1977) oraz spektaklu telewizyjnym Kwiaty dla Algernona (1980). Ponadto był konsultantem oraz współpracował przy realizacji filmów dokumentalnych. Jest bohaterem filmu Andrzej S. zawód psycholog (2009).
W drugiej połowie lat 90. miał swój program w telewizji. Pod koniec lat 90. był konsultantem policji i biegłym sądowym. Był autorem książek popularyzujących psychologię, publikował również felietony w popularnonaukowym czasopiśmie „Charaktery”. Cenił Miltona Ericksona i Marę Selvini-Pallazoli – twórczynię terapii systemowej, którą uprawiał.
Zmarł 8 marca 2009 r. w Częstochowie z powodu niewydolności krążeniowo-oddechowej. Zmarł w mieszkaniu swojej siostry w nocy, w czasie snu. Pochowany w grobie rodzinnym na cmentarzu św. Rocha w Częstochowie.

### Życie prywatne
Był mężem psycholożki Hanny Samson (rozwód), z którą miał córkę. 

## Proces karny
W latach 2004–2009 przeciw Samsonowi prowadzono postępowanie karne, zarzucając mu czyny lubieżne wobec małoletnich.
26 czerwca 2004 r. został zatrzymany po tym, jak na śmietniku przy jego domu na warszawskim Mokotowie znaleziono kilkaset zdjęć z dziecięcą pornografią. Powiązano je z psychologiem m.in. na podstawie ręki widocznej na zdjęciach. Po przeszukaniu jego mieszkania policjanci znaleźli kolejne zdjęcia oraz filmy na płytach CD.
26 czerwca 2005 r. rozpoczęło się postępowanie przed Sądem Rejonowym dla Warszawy-Mokotowa. Prokurator w akcie oskarżenia zarzucał mu, że w okresie od 1999 r. do początku 2004 r. wielokrotnie doprowadzał małoletnich (leczonego przez niego chłopca i dziewczynkę) poniżej 15 lat do poddania się „innej czynności seksualnej”, utrwalał i rozpowszechniał za pomocą Internetu dziecięcą pornografię oraz przechowywał ją na swoim komputerze.
Andrzej Samson nie przyznał się do winy, z wyjątkiem zarzutu utrwalania treści pornograficznych. Bronił się twierdząc, że opracował nowatorską terapię, która przyczyniłaby się do wyprowadzania dzieci z autyzmu. W artykule Wróblewskiego, podsumowującym proces z 2007 r., jest napisane Słowo „potwór” jest najłagodniejszym z tych, jakimi obdarzyły go tabloidy. Tymczasem o zarzutach, dowodach niewiele było wiadomo. Śledztwo, a potem proces toczyły się tajnie ze względu na dobro dzieci. W wywiadzie z Bogdanem Wróblewskim Andrzej Samson powiedział m.in. Posługiwałem się m.in. metodą regresji. To polega na cofnięciu się danej osoby do wcześniejszej fazy rozwoju. Podejrzewałem, że u dzieci autystycznych może być ona zaburzona. Chciałem się dowiedzieć, czy moi pacjenci w stadium osiągniętej regresji też wykażą cechy autystyczne, czy nie. Zachęcałem więc do wchodzenia w rolę młodszych dzieci. A ponieważ trudno się z nimi komunikować, stosowałem niewerbalne przekazy, podsuwałem im akcesoria niemowlęctwa – butelki, pieluszki. Niektóre z dzieci chętnie w taką regresję wchodziły – mocząc się, zachowując się jak niemowlęta. I wtedy były w lepszym kontakcie ze światem niż w swoim wieku metrykalnym! Część zdjęć to pokazuje.
9 stycznia 2007 r. Sąd Rejonowy dla Warszawy-Mokotowa wydał nieprawomocny wyrok skazujący Andrzeja Samsona, uznając jego winę we wszystkich czterech postawionych mu zarzutach. Uzasadnienie, jak i cały proces były tajne. Zezwolono na ujawnienie danych i wizerunku. Sąd uznał go za winnego wszystkich zarzutów i wymierzył łączną karę 8 lat więzienia. Sąd wymierzył karę 7 lat za to, że od 1999 do 2004 r. z góry powziętym zamiarem w swoim mieszkaniu wykorzystywał wielokrotnie upośledzenie leczonych przez niego chłopca oraz dziewczynki i dokonywał z nimi tzw. innych czynności seksualnych. Za ściąganie pornografii dziecięcej, robienie zdjęć dzieciom i rozsyłanie tych materiałów e-mailami na adresy internetowe amerykańskich serwerów otrzymał karę półtora roku więzienia. Za przechowywanie na swoim komputerze dziecięcej pornografii otrzymał rok więzienia. Dodatkowo sąd nałożył na niego środek karny w postaci zakazu wykonywania zawodu psychologa przez okres lat dziesięciu.
7 grudnia 2007 r. Sąd Okręgowy w Warszawie uchylił wyrok skazujący Samsona, ponieważ prokurator w dwóch sprawach oskarżył go o molestowanie tego samego dziecka, i skierował sprawę do ponownego rozpatrzenia w sądzie rejonowym. Nie uchylono aresztu.
21 stycznia 2009 r. sąd uchylił areszt wobec Andrzeja Samsona z powodów zdrowotnych (niewydolność nerek), uznawszy jego stan zdrowia za na tyle poważny, że konieczne było leczenie poza aresztem.

## Publikacje
- Andrzej Samson, Człowiek człowiekowi..., Instytut Wydawniczy Związków Zawodowych, 1989, ISBN 83-202-0745-2, 9788320207453, 213 stron.
- Pomiędzy żoną i mężem, czyli jak przetrwać w małżeństwie (1995)
- Andrzej Samson, Jak przetrwać w małżeństwie, „Twój Styl”, 2001, ISBN 83-7163-304-1, 9788371633041
- Andrzej Samson, Zawód psycholog, Laboratorium Psychologii Stosowanej, 1996, ISBN 83-901281-1-X, 9788390128115
- Andrzej Samson, Książeczka dla przestraszonych rodziców, czyli Co robić, gdy twoje dziecko zachowuje się dziwnie, niepokojąco, nietypowo, Jacek Santorski & Co Wydawnictwo, 2001, ISBN 83-86821-98-1, 9788386821983
- Andrzej Samson, Moje dziecko mnie nie słucha, Wydawnictwo Książkowe „Twój Styl”, 1999, ISBN 83-7163-160-X, 9788371631603.
- Andrzej Samson, Mit szczęśliwego dzieciństwa, Twój Styl, 2000, ISBN 83-7163-171-5, 9788371631719
- Melanie McFadyean, Michał Lipszyc, Andrzej Samson, Narkotyki: wiedzieć więcej: praktyczny przewodnik dla zaniepokojonych rodziców, Wyd. Emblemat, 2000, ISBN 83-87626-21-X, 9788387626211
- Andrzej Samson, Być uczniem i przetrwać, czyli Szkoła przeżycia szkoły, MCDN, 2001, ISBN 83-88618-06-7, 9788388618062
- Wojciech Eichelberger, Andrzej Samson, Anna Sosnowska, Dobra miłość: co robić, by nasze dzieci miały udane życie, Ego Dom Wydawniczy, 2003, ISBN 83-917171-0-0, 9788391717103
- Wojciech Eichelberger, Andrzej Samson, Anna Jasińska, Dobre rozmowy: które powinny odbyć się w każdym domu, Ego, 2003, ISBN 83-917171-2-7, 9788391717127, 296 stron.
- Andrzej Samson, 20 tysięcy godzin w budzie: o szkole, uczniowskim losie i paru innych sprawach, Jacek Santorski & Co, 2003, ISBN 83-88875-79-5, 9788388875793.
- Andrzej Samson, Miska szklanych kulek: powieść, Wydawnictwo Jacek Santorski & Co, 1999, ISBN 83-86821-74-4, 9788386821747, 230 stron.